# Arthur Zanetti
Arthur Zanetti, född den 16 april 1990 i São Caetano do Sul, Brasilien, är en brasiliansk gymnast.
Han tog OS-guld i herrarnas ringar i samband med de olympiska gymnastiktävlingarna 2012 i London. Vid olympiska sommarspelen 2016 i Rio de Janeiro tog Zanetti en silvermedalj i ringar.